# 日本産業巡航見本市協会
社団法人日本産業巡航見本市協会（しゃだんほうじん にほんさんぎょうじゅんこうみほんいちきょうかい　英：Japan Industry Floating Fair Association　略称：JIFF）は、かつて日本に存在した輸出振興を目的とした社団法人。この記事では前身の日本機械巡航見本市委員会、日本産業巡航見本市委員会についても記述する。

## 概要
第二次世界大戦後に日本産業がめざましく復興し1950年代に機械工業の設備近代化や新技術投入や政府の保護政策により新産業の確立や量産体制が整う中で、機械輸出業界が積極的な海外宣伝による輸出振興策の検討を行い欧米諸国の宣伝活動をしのぎかつ経済的で日本産業の全体像を示し得る抜本的方策として日本機械輸出組合が「巡回見本市船」構想を立案。
日本での船を用いた見本市の試みは本協会以前にも1941年に日本産業協会・日本機械製造業組合連合会主催で大阪商船の移民船「もんてびでお丸」の中甲板を用いた南米方面での「機械見本市船展示会」、1951年には兵庫県主催で新造船「美代玉丸」の船尾楼一部を用い東南アジアやアフリカで県物産展示を行った試みが確認されておりもんてびでお丸での展示会は太平洋戦争開戦に伴う船舶拿捕により中断となっている。
1955年に見本市船計画を議決し政府の財政支援援助を得て翌年に「日本機械巡航見本市」（英：Japan Machinery Floating Fair）を開催。機械巡航見本市の成功を受けて日本の全産業を網羅した輸出振興を図るべく輸出・工業関連30団体の協力と通商産業省・外務省・運輸省の指導のもと「日本産業巡航見本市委員会」に発展しその後見本市専用船の就航を見据え恒久的な運営組織として1961年6月に社団法人「日本産業巡航見本市協会」に改組。前身の機械巡航見本市と合わせ13回の海外派遣による「日本産業巡航見本市」（英：Japan Industry Floating Fair）を実施し延べ121カ国・非公式寄港の4港を含めた計148港で2,123,137人の来観者を迎え約326,000件の商談引き合わせを行った。
1970年代に入ると貿易の発展で外貨準備高が年々高まり1972年に準備高が183億ドルを超え輸出促進策が問題視され、第10次巡航以降は相互貿易振興の増進と国際親善に配慮して見本市協会ブースで日本の文化や実情を説明する展示や対日貿易相談窓口を設け11・13次巡航では英称を「Japan Floating Fair」に改める他13次巡航ではASEAN加盟国等の発展途上国の産品展示も行われた。この他事業多目的化策として中国への見本市船派遣や1972年から74年にかけて調査を行った東南アジア各国の連合による見本市船運航計画の検討や、他の発展途上国に巡航見本市事業の指導を行ったもののいずれも実現しなかった。
第二次高度成長期以降は企業の海外進出や国際化の進展で投資効果の減少から大企業の巡航見本市出展が減少し、1978年の第13次巡航見本市船の終了後は1979年に日米貿易摩擦に伴う米国産品輸出振興策としてアメリカ商務省主催の米国産品巡航見本市「ボーティック・アメリカ」の受入業務を行った後事業の性格と民間資本投入と補助金の総量による投資効果を考慮し目的を達成したとして1980年10月に解散した。

## 所在地
1980年時点。
- 東京本部：東京都港区芝公園3丁目5番8号 機械振興会館4階
- 大阪連絡事務所：大阪府大阪市東区南本町4-47 イトウビル3階 日本機械輸出組合大阪支部内
- 名古屋連絡事務所：愛知県名古屋市中区栄2-10-19 名古屋商工会議所ビル7階 日本機械輸出組合名古屋支部内

## 沿革

### 前史
- 1955年
  - 5月 日本機械輸出組合の第6回通常総会にて1955年度事業計画の一環として機械巡回見本市船派遣計画を議決。
  - 8月2日 政府に見本市船用船経費の事業援助と国庫補助を要請、その後7,000万円の交付を決定。
  - 11月 - 日本機械輸出組合第32回理事会にて輸出機械巡回見本市実施準備委員会の設置を決議。
- 1956年
  - 4月1日 国庫補助が成立し、日本機械輸出組合に「日本機械巡航見本市委員会」を設置。
  - 12月18日 - 1957年3月6日 - 第1次巡航見本市「日本機械巡航見本市」を東南アジア方面9港で開催。
- 1957年12月4日 - 輸出・工業関連30団体により任意団体「日本産業巡航見本市委員会」を設立。
- 1958年12月8日 - 1959年5月4日 - 第2次日本産業巡航見本市を中南米方面12港・非公式寄港地2港で開催。
- 1959年6月 - 見本市専用船建造の検討を開始。
- 1960年
  - 7月 - 見本市専用船建造計画書を作成。
  - 10月31日 - 1961年2月18日 - 第3次日本産業巡航見本市を大洋州・東南アジア方面13港で開催。

### 日本産業巡航見本市協会
- 1961年
  - 4月3・7日 - 日本産業巡航見本市協会の設立世話人会を開催。
  - 4月18日 - 日本産業巡航見本市協会の発起人会開催。
  - 5月17日 - 日本産業巡航見本市協会の設立総会開催。
  - 6月1日 - 社団法人「日本産業巡航見本市協会」設立、日本産業巡航見本市委員会の業務を継承。
  - 10月31日 - 新三菱重工業と見本市専用船の建造契約を締結。
- 1962年
  - 2月1日 - 新三菱重工業神戸造船所にて見本市専用船を起工。
  - 6月22日 - 見本市専用船「さくら丸」が進水。
  - 11月4日 - 「さくら丸」竣工。
  - 11月12日 - 1963年3月6日 - 第4次日本産業巡航見本市を中近東・アフリカ方面12港・非公式寄港地1港で開催。
- 1964年5月2日 - 9月1日 - 第5次日本産業巡航見本市をヨーロッパ方面11港で開催。
- 1965年11月6日 - 1966年3月2日 - 第6次日本産業巡航見本市を東南アジア方面13港・非公式寄港地1港で開催。
- 1966年10月 - 第二次見本市専用船の基本方針を決定。
- 1967年5月2日 - 8月30日 - 第7次日本産業巡航見本市を北米方面9港で開催。
- 1969年
  - 3月3日 - 7月3日 第8次日本産業巡航見本市を中南米方面11港で開催。
  - 8月-10月　第二次見本市専用船建造委員会を開催。
- 1970年
  - 6月15日 - 三菱重工業と第二次見本市専用船の建造契約を締結。
  - 10月6日 - 1971年1月23日 - 第9次日本産業巡航見本市をヨーロッパ方面12港で開催。
- 1971年
  - 7月17日 - 三菱重工業神戸造船所にて第二次見本市専用船を起工。
  - 12月 - 「さくら丸」が三菱商事に売却される。
  - 12月18日 - 第二次見本市専用船「新さくら丸」が進水。
- 1972年
  - 7月18日 - 「新さくら丸」竣工。
  - 7月27日 - 11月26日 - 第10次日本産業巡航見本市をヨーロッパ方面10港で開催。
- 1974年8月16日 - 12月3日 - 第11次日本産業巡航見本市をアフリカ・中南米方面9港で開催。
- 1976年10月4日 - 1977年1月6日 - 第12次日本産業巡航見本市を中近東・東欧方面10港で開催。
- 1978年
  - 3月 - 池田芳蔵会長が日米貿易摩擦対策としてアメリカ側に米国産品巡航見本市船の計画を打診。
  - 8月30日 - 12月6日 - 第13次巡航見本市をオセアニア・東南アジア方面13港で開催。
- 1979年
  - 10月12日 - 12月9日 - アメリカ商務省による米国産品巡航見本市「ボーティック・アメリカ」の受け入れ業務を実施、日本国内13港で開催。
- 1980年
  - 9月 - 臨時総会にて「新さくら丸」処分案を可決。
  - 10月1日 - 臨時総会にて解散を決議。
  - 12月 - 「新さくら丸」売船成立。

## 保有船舶
運航業務は大阪商船並びに後身の大阪商船三井船舶に委託。
- さくら丸

1962年11月4日竣工、11月5日第4次巡航見本市より就航、1971年3月第9次巡航をもって引退。12,628総トン、全長157.0m、幅21.0m、航海速力17.9ノット。
展示場面積3.3平米×430区画、旅客定員152名。新三菱重工業神戸造船所建造。
- 新さくら丸

1972年7月18日竣工、7月27日第10次巡航見本市より就航、協会解散に伴い1980年12月売船。13,082総トン、全長160.0m、幅24.6m、航海速力20.6ノット。
展示場面積3,391平米、旅客定員92名。三菱重工業神戸造船所建造。

## 開催履歴
- 「非」は非公式寄港。
- 「協会保有」は「日本産業巡航見本市協会」。

## 歴代会長
- 初代：弘中協（日本機械輸出組合理事長 1961年6月-1972年5月）
- 2代：若杉末雪（三井物産社長 1972年5月 - 1973年5月）
- 3代：池田芳蔵（三井物産社長 1973年5月 - 1980年10月）